# Wahlkreis Pesaro (Senato della Repubblica)
Der Wahlkreis Pesaro war von 1993 bis 2005 und von 2017 bis 2020 ein Wahlkreis (italienisch collegio elettorale) für die Wahl des Senats.

## Von 1993 bis 2005

### Wahlkreisgebiet
Der Wahlkreis umfasste 50 Gemeinden: Acqualagna, Apecchio, Auditore, Belforte all’Isauro, Borgo Pace, Cagli, Cantiano, Carpegna, Casteldelci, Colbordolo, Fermignano, Fratte Rosa, Frontino, Frontone, Gabicce Mare, Gradara, Lunano, Macerata Feltria, Maiolo, Mercatello sul Metauro, Mercatino Conca, Mombaroccio, Monte Cerignone, Monte Grimano (seit 2002: Monte Grimano Terme), Montecalvo in Foglia, Monteciccardo, Montecopiolo, Montelabbate, Novafeltria, Peglio, Pennabilli, Pergola, Pesaro, Petriano, Piandimeleto, Pietrarubbia, Piobbico, San Leo, San Lorenzo in Campo, Sant’Agata Feltria, Sant’Angelo in Lizzola, Sant’Angelo in Vado, Sassocorvaro, Sassofeltrio, Serra Sant’Abbondio, Talamello, Tavoleto, Tavullia, Urbania und Urbino.

### Wahlergebnisse

#### Parlamentswahl 1994
| Kandidaten               | Kandidaten            | Parteien           | Stimmen | %    |
| ------------------------ | --------------------- | ------------------ | ------- | ---- |
|                          | Giorgio Londeigewählt | Progressisti       | 72.435  | 50,4 |
|                          | Giuseppe Berti        | Patto per l’Italia | 29.587  | 20,6 |
|                          | Paolo Sanchini        | Polo delle Libertà | 22.722  | 15,8 |
|                          | Gilberto Gasperi      | Alleanza Nazionale | 18.949  | 13,2 |
| Gesamt                   | Gesamt                | Gesamt             | 143.693 | 100  |
|                          |                       |                    |         |      |
| Ungültige Stimmen        | Ungültige Stimmen     | Ungültige Stimmen  | 10.761  | 7,0  |
| Wähler                   | Wähler                | Wähler             | 154.454 | 87,9 |
| Wahlberechtigte          | Wahlberechtigte       | Wahlberechtigte    | 175.722 |      |
|                          |                       |                    |         |      |
| Quelle: Innenministerium |                       |                    |         |      |

#### Parlamentswahl 1996
| Kandidaten               | Kandidaten               | Parteien            | Stimmen | %    |
| ------------------------ | ------------------------ | ------------------- | ------- | ---- |
|                          | Palmiro Ucchielligewählt | L’Ulivo             | 85.923  | 59,8 |
|                          | Luigi Ragazzini          | Polo per le Libertà | 52.928  | 36,8 |
|                          | Lino Pandini             | Lega Nord           | 4.849   | 3,4  |
| Gesamt                   | Gesamt                   | Gesamt              | 143.700 | 100  |
|                          |                          |                     |         |      |
| Ungültige Stimmen        | Ungültige Stimmen        | Ungültige Stimmen   | 10.409  | 6,8  |
| Wähler                   | Wähler                   | Wähler              | 154.109 | 85,8 |
| Wahlberechtigte          | Wahlberechtigte          | Wahlberechtigte     | 179.584 |      |
|                          |                          |                     |         |      |
| Quelle: Innenministerium |                          |                     |         |      |

#### Nachwahl 1999
Die Wahl fand am 28. November statt.
| Kandidaten               | Kandidaten               | Parteien                             | Stimmen | %    |
| ------------------------ | ------------------------ | ------------------------------------ | ------- | ---- |
|                          | Giuseppe Mascionigewählt | L’Ulivo                              | 41.178  | 49,1 |
|                          | Claudio Cicoli           | Polo per le Libertà                  | 30.708  | 36,6 |
|                          | Maria Cristina Cecchini  | Partito della Rifondazione Comunista | 11.959  | 14,3 |
| Gesamt                   | Gesamt                   | Gesamt                               | 83.845  | 100  |
|                          |                          |                                      |         |      |
| Ungültige Stimmen        | Ungültige Stimmen        | Ungültige Stimmen                    | 4.915   | 5,5  |
| Wähler                   | Wähler                   | Wähler                               | 88.760  | 48,1 |
| Wahlberechtigte          | Wahlberechtigte          | Wahlberechtigte                      | 184.718 |      |
|                          |                          |                                      |         |      |
| Quelle: Innenministerium |                          |                                      |         |      |

#### Parlamentswahl 2001
| Kandidaten               | Kandidaten               | Parteien                             | Stimmen | %    |
| ------------------------ | ------------------------ | ------------------------------------ | ------- | ---- |
|                          | Giuseppe Mascionigewählt | L’Ulivo                              | 74.703  | 49,6 |
|                          | Roberto Giannotti        | Casa delle Libertà                   | 54.133  | 35,9 |
|                          | Marino Ruggeri           | Partito della Rifondazione Comunista | 8.090   | 5,4  |
|                          | Nina Saccomandi          | Lista Di Pietro                      | 3.898   | 2,6  |
|                          | Giovanni Massimo Rinaldi | Fiamma Tricolore                     | 3.280   | 2,2  |
|                          | Graziano Olivieri        | Democrazia Europea                   | 3.033   | 2,0  |
|                          | Emilio Maria Briganti    | Lista Emma Bonino                    | 2.454   | 1,6  |
|                          | Lamberto Roberti         | Parlamentare Indipendente            | 993     | 0,7  |
| Gesamt                   | Gesamt                   | Gesamt                               | 150.584 | 100  |
|                          |                          |                                      |         |      |
| Ungültige Stimmen        | Ungültige Stimmen        | Ungültige Stimmen                    | 7.191   | 4,6  |
| Wähler                   | Wähler                   | Wähler                               | 157.775 | 84,7 |
| Wahlberechtigte          | Wahlberechtigte          | Wahlberechtigte                      | 186.376 |      |
|                          |                          |                                      |         |      |
| Quelle: Innenministerium |                          |                                      |         |      |

## Von 2017 bis 2020

### Wahlkreisgebiet
Der Wahlkreis umfasste 69 Gemeinden: 15 Gemeinden der Provinz Ancona (Arcevia, Barbara, Castelleone di Suasa, Cerreto d’Esi, Corinaldo, Fabriano, Genga, Montecarotto, Ostra, Ostra Vetere, Poggio San Marcello, Sassoferrato, Senigallia, Serra de’ Conti und Trecastelli) und alle 54 Gemeinden der Provinz Pesaro und Urbino.

### Wahlergebnisse

#### Parlamentswahl 2018
| Kandidaten               | Kandidaten                   | Stimmen | %    | Listen                                      | Stimmen | %    |
| ------------------------ | ---------------------------- | ------- | ---- | ------------------------------------------- | ------- | ---- |
|                          | Donatella Agostinelligewählt | 93.803  | 35,6 | Movimento 5 Stelle                          | 93.803  | 35,6 |
|                          | Anna Bonfrisco               | 83.581  | 31,8 | Lega                                        | 45.651  | 17,3 |
| Forza Italia             | Anna Bonfrisco               | 83.581  | 31,8 | 24.977                                      | 9,5     |      |
| Fratelli d’Italia        | Anna Bonfrisco               | 83.581  | 31,8 | 11.074                                      | 4,2     |      |
| Noi con l’Italia – UDC   | Anna Bonfrisco               | 83.581  | 31,8 | 1.879                                       | 0,7     |      |
|                          | Angelo Bonelli               | 69.071  | 26,2 | Partito Democratico                         | 61.935  | 23,5 |
| +Europa                  | Angelo Bonelli               | 69.071  | 26,2 | 5.003                                       | 1,9     |      |
| Italia Europa Insieme    | Angelo Bonelli               | 69.071  | 26,2 | 1.379                                       | 0,5     |      |
| Civica Popolare          | Angelo Bonelli               | 69.071  | 26,2 | 754                                         | 0,3     |      |
|                          | Maurizio Franca              | 7.298   | 2,8  | Liberi e Uguali                             | 7.298   | 2,8  |
|                          | Giuseppe Cucchiarini         | 2.035   | 0,8  | Potere al Popolo!                           | 2.035   | 0,8  |
|                          | Giulio Maria Bonali          | 1.743   | 0,7  | Partito Comunista                           | 1.743   | 0,7  |
|                          | Donatella Ruzzi              | 1.652   | 0,6  | Il Popolo della Famiglia                    | 1.652   | 0,6  |
|                          | Cristina Raimondi Cominesi   | 1.584   | 0,6  | CasaPound Italia                            | 1.584   | 0,6  |
|                          | Mariano Ciucciovè            | 1.257   | 0,5  | Italia agli Italiani (FN – FT)              | 1.257   | 0,5  |
|                          | Enrico Giommi                | 639     | 0,2  | Partito Valore Umano                        | 639     | 0,2  |
|                          | Lamberto Roberti             | 308     | 0,1  | Lista del Popolo per la Costituzione        | 308     | 0,1  |
|                          | Davide Margiotta             | 239     | 0,1  | Per una Sinistra Rivoluzionaria (SCR – PCL) | 239     | 0,1  |
| Gesamt                   | Gesamt                       | 263.210 | 100  |                                             | 263.210 | 100  |
|                          |                              |         |      |                                             |         |      |
| Ungültige Stimmen        | Ungültige Stimmen            | 7.193   | 2,7  |                                             |         |      |
| Wähler                   | Wähler                       | 270.403 | 77,9 |                                             |         |      |
| Wahlberechtigte          | Wahlberechtigte              | 347.201 |      |                                             |         |      |
|                          |                              |         |      |                                             |         |      |
| Quelle: Innenministerium |                              |         |      |                                             |         |      |